# Konfluenzstufe
Eine Konfluenzstufe ist eine im Zusammenhang mit einer Konfluenz – also dem Zusammenfließen von Gletschern – durch glaziale Erosion entstandene Geländestufe. Es gibt zwei unterschiedliche Definitionen einer so bezeichneten Stufe:
- zum einen eine Vertiefung des Gletscherbetts an der Stelle des Zusammenflusses bedingt durch den Massenzuwachs und die dadurch erhöhte Erosionswirkung;
- zum anderen die Stufe im Talhang des Haupttals zur Öffnung des hängenden Seitentals des zufließenden kleineren Gletschers.

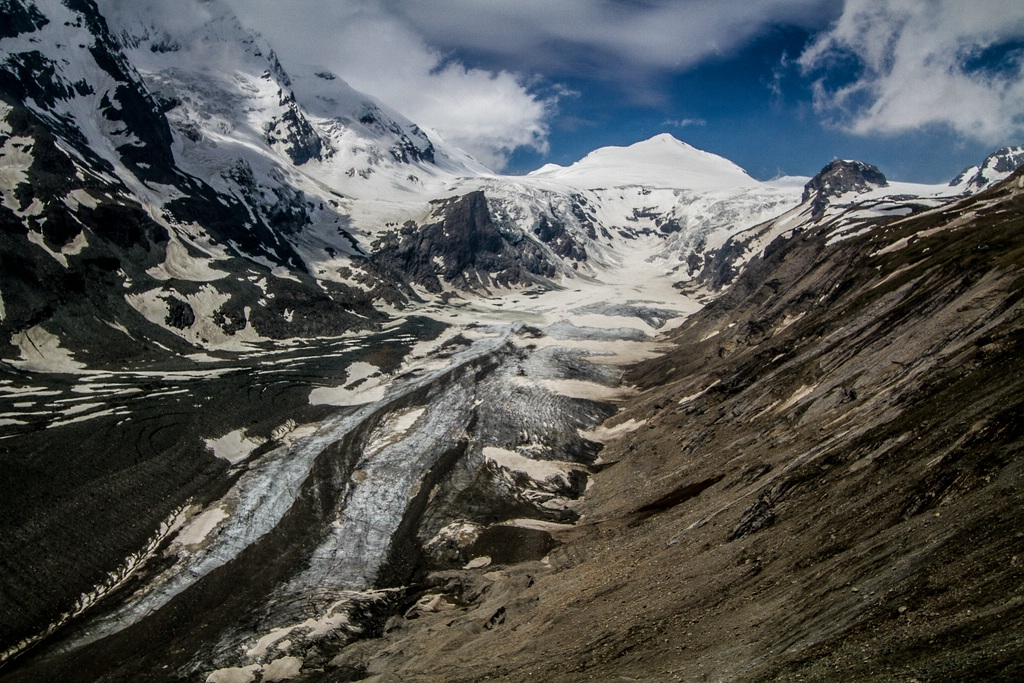
Konfluenzstufe am Beginn der Pasterzen-Gletscherzunge

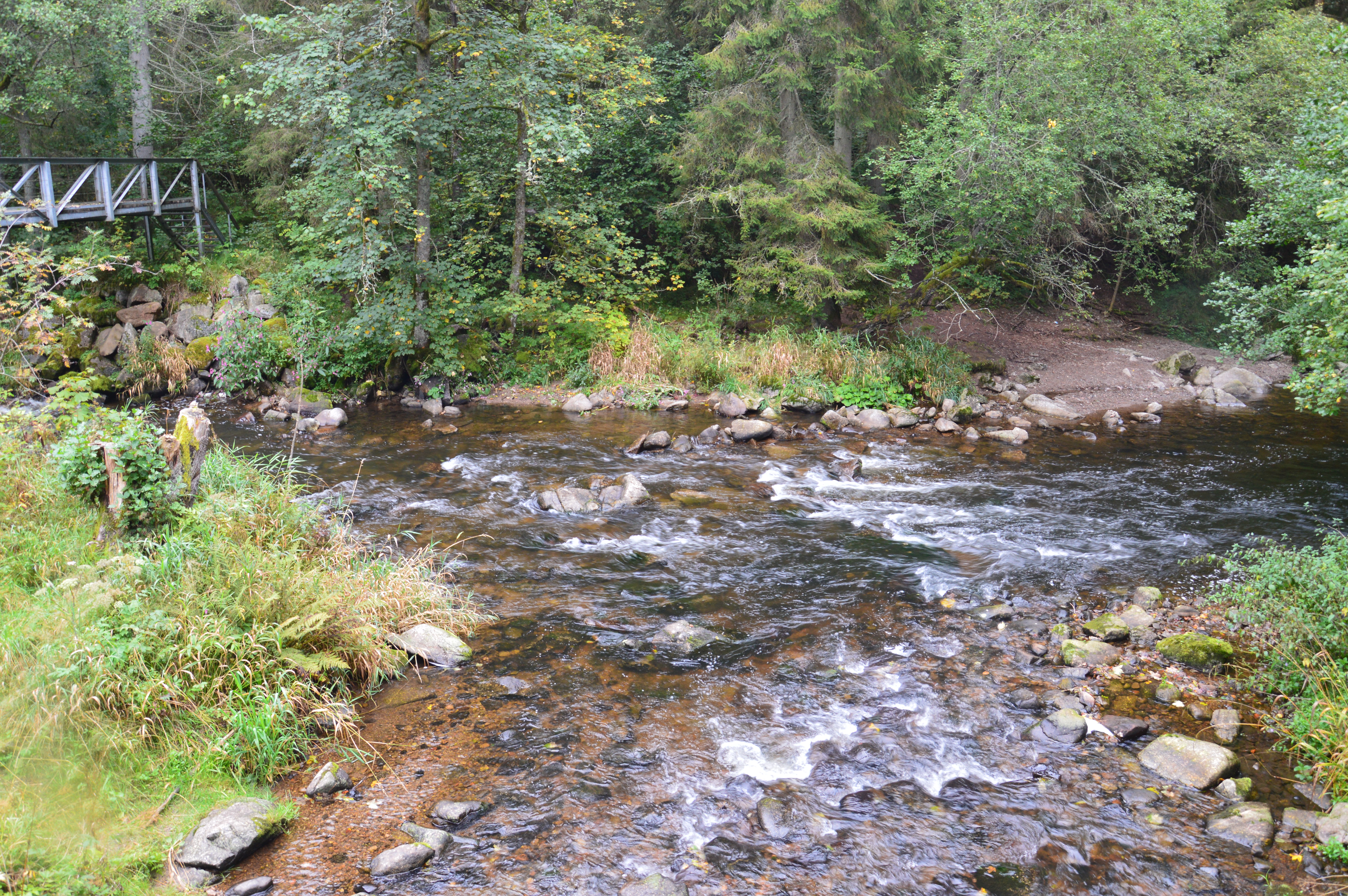
Vergleichbarer Stufenbildungsprozess am Zusammenfluss von Fließgewässern (Wutach)

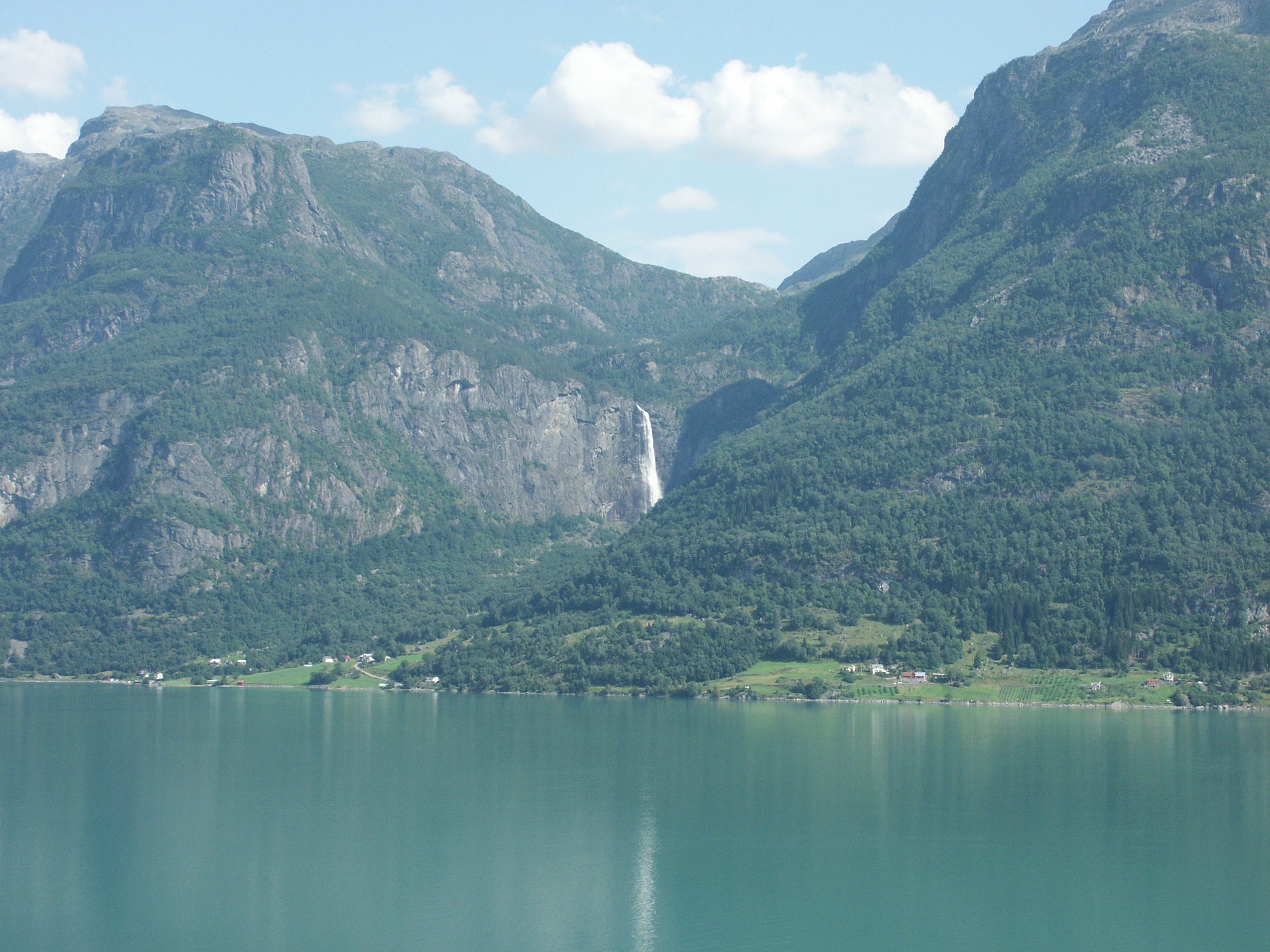
Glazigenes Hängetal am Lustrafjord mit dem Feigumfoss im Bereich der Talstufe

Eine Konfluenzstufe ist das Gegenstück zu einer Diffluenzstufe, die an Stellen der Aufspaltung eines ehemaligen Gletscher auftreten kann.

## Vertiefung des Gletscherbetts an der Stelle des Zusammenflusses
Nach dieser in der heutigen Literatur fast ausschließlich vorzufindenden Definition bezeichnet der Terminus eine versteilende Geländestufe insbesondere im Haupttal an der Stelle des Zusammenflusses zweier oder mehrerer Gletscher. Diese Versteilung ist bedingt durch eine Vertiefung des Gletscherbetts, da hier durch erhöhten Eisdruck und größere Fließgeschwindigkeit die glaziale Erosion, insbesondere die Detersion, zugenommen hat. Diese Stufe ist insbesondere dann besonders ausgeprägt, wenn die zusammenfließenden Gletscher ungefähr gleich groß sind. Zu beachten ist allerdings, dass wenn beim Zusammenfluss zweier Gletscher die beiden Täler nicht zur gleichen Zeit eisfrei werden, der sich später zurückziehende Gletscher das andere Tal sperrt und dieses dann mit Stauschottern und Moränenmaterial „verstopft“ wird. Weiterhin zu beachten ist, dass es auch andere glaziale Prozesse gibt, die Übertiefungen und damit auch Stufen hervorbringen.

## Talhang zum hängenden Seitental
Albrecht Penck, der Ende des 19. und Anfang des 20. Jahrhunderts einen großen Beitrag für die Grundlagen zu den glazial bedingten Talformen und den damit in Zusammenhang stehenden geomorphologischen Prozessen leistete, verwendete den Terminus Konfluenzstufe zumindest anfangs ausschließlich für den Anstieg vom Haupttal zur Einmündung des hängenden Seitentals des zufließenden kleineren Gletschers. Dies wird an folgendem Zitat deutlich:

The steps of confluence are seen in the hanging mouths of side valleys; the steps of diffluence are hanging openings of those valleys which were entered by a branch of the ice. The height of both kinds of steps will generally be more considerable, the greater the difference between the main glacier and its affluent or diverting branch.

„Konfluenzstufen sind als hängende Mündungen von Seitentälern zu erkennen; Diffluenzstufen sind hängende Öffnungen der Täler, in die ein Zweig des Eisstroms vorgedrungen ist. Die Höhe beider Arten von Stufen ist grundsätzlich wesentlicher, je größer der Unterschied zwischen dem Hauptstrom und dem zu- oder abfließenden Zweig ist.“

Bei diesen Stufen ist nicht die im unmittelbaren weiteren Verlauf entstandene Zunahme der Erosionskraft entscheidend, sondern die durch die unterschiedliche Gletschermächtigkeit bestehende Differenz an Erosionskraft.

## Beispiele
Die prägnantesten Konfluenzstufen entstehen zumeist dort, wo langsam zutal kriechende Firneisfelder zusammentreffen und fortan einen deutlich schneller bewegten Eisstrom bilden. Dies ist aktuell beispielsweise am Pasterzenletscher in den Hohen Tauern (siehe Bild) augenfällig. Nach Abschmelzen des Eises sind solche Konfluenzstufen oft durch hohe Wasserfälle gekennzeichnet wie etwa der Beginn des Königssee-Tales mit dem Röthfall.
Treffen zwei oder mehrere Gletscherströme aufeinander, kann es ebenfalls zu verstärkter Erosionsleistung beim vereinten Eisstrom kommen. Nach dem Abschmelzen der Gletscher bilden die Flüsse der betreffenden Täler vor ihrem Zusammentreffen Wasserfälle oder steile Schluchten aus. Bekannt ist der innerstädtische Gasteiner Wasserfall der Gasteiner Ache vor der Einmündung des Kötschachbaches. Der benachbarte Mallnitzbach überwindet in der Rabisch-Schlucht eine mit dem Dösenbach gemeinsame Konfluenzstufe. Auch im Südschwarzwald schneiden die Menzenschwander und die Bernauer Alb vor ihrem Zusammentreffen gefällereiche kleine Schluchten in ihre in den letzten Kaltzeiten entstandene Konfluenzstufe. Eine Geländestufe, bei der die Interpretation als Konfluenzstufe naheliegend ist, findet sich auch im Rhonetal bei Fiesch, wo das Rhonetal an der Stelle der Einmündung des Fieschertals eine deutliche Versteilung aufweist. Während des Letzteiszeitlichen Maximums trafen sich hier der Rhone- und der Fieschergletscher.
Hängetäler mit markanten Stufen häufen sich entlang besonders großer ehemaliger Gletscherströme. Ihre hohen Wasserfälle sind daher besonders für Fjordlandschaften charakteristisch. Prominente Beispiele sind daneben der Bridalveil-Fall im Yosemite Valley, die Nebentäler des Lauterbrunnentals im Berner Oberland oder im Schwarzwald der Todtnauer Wasserfall unterhalb des Hochtals von Todtnauberg.
Es können auch Übergangsformen zwischen den beiden Typen auftreten. Beispielsweise im oberen Maggiatal bei Cortino etwa zwei Kilometer oberhalb des Lago del Sambuco mündet von Südwesten ein kleines, nordwestlich des Pizzo Sciresa seinen Ursprung nehmendes  Trogtal in einer Stufe ein. Etwas oberhalb dieser Stelle weist auch das Haupttal eine etwa 100 Meter hohe Stufe auf.